# モビリティリゾートもてぎ
モビリティリゾートもてぎ（Mobility Resort Motegi）は、栃木県芳賀郡茂木町にあるモータースポーツのテーマパーク。1997年8月に「ツインリンクもてぎ（Twin Ring Motegi）」の名称で開業。四輪のSUPER GTや、二輪のロードレース世界選手権の日本グランプリ（もしくはパシフィックグランプリ）が開催されるサーキットを併設している。2022年3月、名称を「モビリティリゾートもてぎ」に変更した。

## 概要

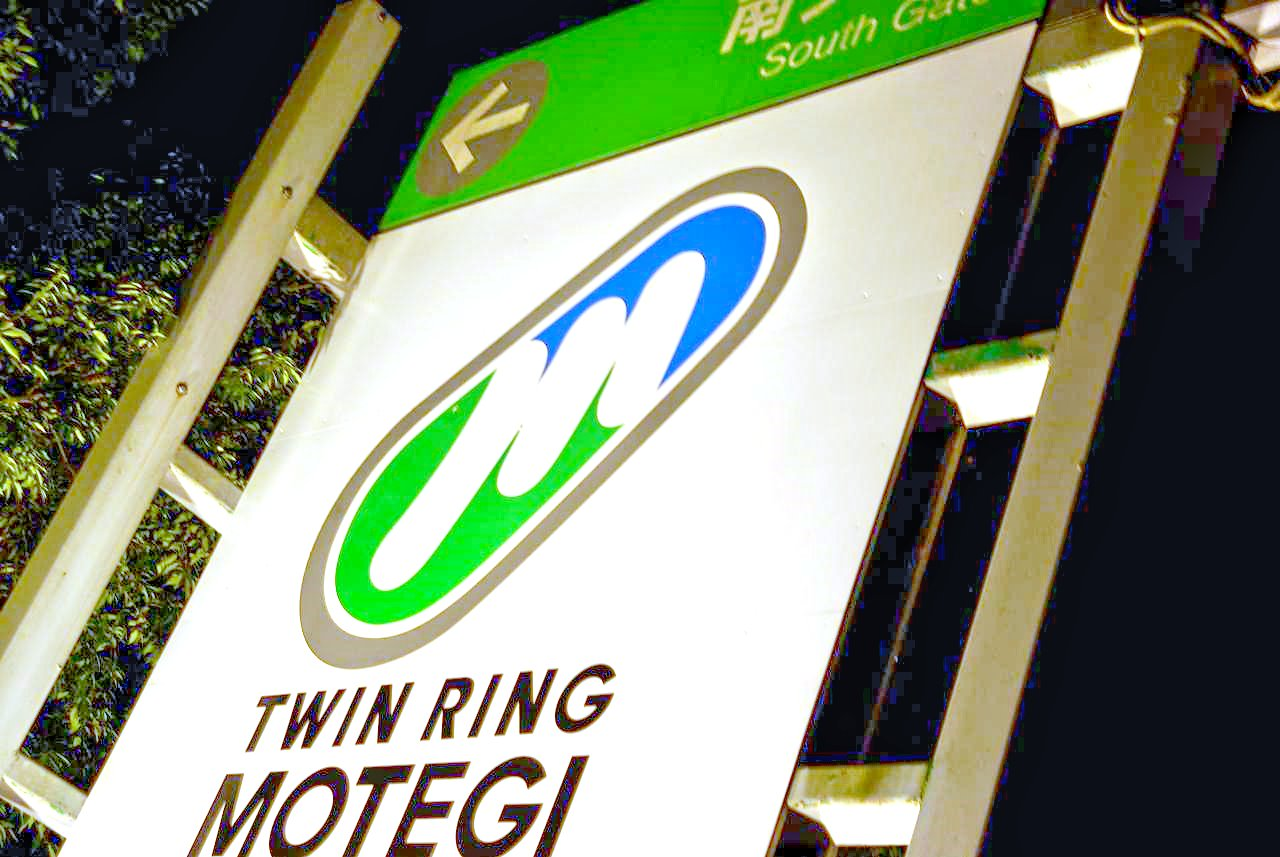
旧「ツインリンクもてぎ」ロゴ。

本田技研工業（Honda・ホンダ）が鈴鹿サーキットに次いで建設した、2つ目のサーキット。オーバルトラックとロードコースの2つのコース（周回路）を併設し、両方を同時に運用できる世界初のサーキット施設である。1989年に開発を開始し、1997年8月に営業が開始された。1998年には本田技研工業創立50周年記念イベント「ありがとうフェスタinもてぎ」が開催された。
運営の「株式会社ツインリンクもてぎ」はホンダの100%子会社「株式会社ホンダモビリティワールド」が前身となる。その後、鈴鹿サーキットを運営する「株式会社鈴鹿サーキットランド」と合併した新会社「ホンダモビリティランド株式会社」が運営を行っている。
現在はレジャー＆リゾート施設となっており、サーキットの他に、遊園地・ホテルがある。
2022年3月1日より名称を「モビリティリゾートもてぎ」に変更した。

## サーキット

### オーバルコース
日本国内初の完全舗装の本格的オーバルトラックであり、インディカーやドラッグレースなどのアメリカンモータースポーツイベントで主に使用することが想定されていた。しかし､東日本大震災によるダメージにより、それ以降は自動車レースイベントでは使用されなくなっている（後述）。ツインリンクもてぎ時代のコース名称は「スーパースピードウェイ」であったが、規模的には1.5マイル（約2.414 km）の中型オーバルである。
直線長はフロント、バック共に1,969フィート（600 m）。バンク角は全ターン10度。バンク角が浅い上に1 - 2ターンに比べると3 - 4ターンがきつく、1.5マイル級オーバルコースとしては珍しくシフトダウンが必要になる。コースレイアウト自体はマディソン・インターナショナル・レースウェイを参考にしている。
ホンダが1994年からエンジンマニュファクチャラーとしてインディカーに参戦したのを契機に、「F1の鈴鹿、インディカーのもてぎ」という位置付けをされていた。1998年から2002年にかけてはCARTシリーズ、2003年から2011年はインディカー・シリーズの日本ラウンドが開催された。また、1998年と1999年にはストックカーレースのNASCARの日本ラウンドが開催された（初年度はエキシビジョン）。スーパー耐久でも「オーバルバトル」と銘打って使用されたが、オーバルでのクラッシュ時に対応した衝撃吸収構造などが、使用する車体に設けられていない関係から、コース上に仮設シケインを設けていた。
しかし、日本国内ではアメリカ流のオーバルレースが普及していないため、ロードコースに比べると使用頻度は少なかった。1998年には無限と童夢と共同でオーバル走行可能なフォーミュラカー「童夢・ML」を開発したが、プロトタイプのテストのみに終わった。
さらに、2011年の東日本大震災でコース上に段差が生じレース開催が不可能な状況となり、その後は暫定的な路面修復工事までしか施工されておらず、レース等の走行イベントはほとんど行われていない。イベント走行以外では自転車やマラソンのコースとして利用され、大型イベント時には臨時の駐車スペースとして使用されている。
ホームストレート部分はロードコース用ピット施設とロードコースの外側に、オーバル用ピットレーンとオーバルコースが並列し、大外にグランドスタンドという配置になっているため、ロードレースにおいて観客席とコースの距離が離れてしまうという問題がある。そのため、オーバルコースのホームストレート上に仮設スタンドを組んだり（通称「1コーナー席」）、オーバルコースの一部を「アリーナエリア」として一部の観客に開放したりしている。2014年以降のMotoGP日本グランプリとSUPER GT最終戦ではオーバルコースのピットレーン部分に「ビクトリースタンド」と呼称した仮設スタンドを設け、より間近で観戦できるようにしたほか、オーバルコース上にはホスピタリティエリアを設けている。

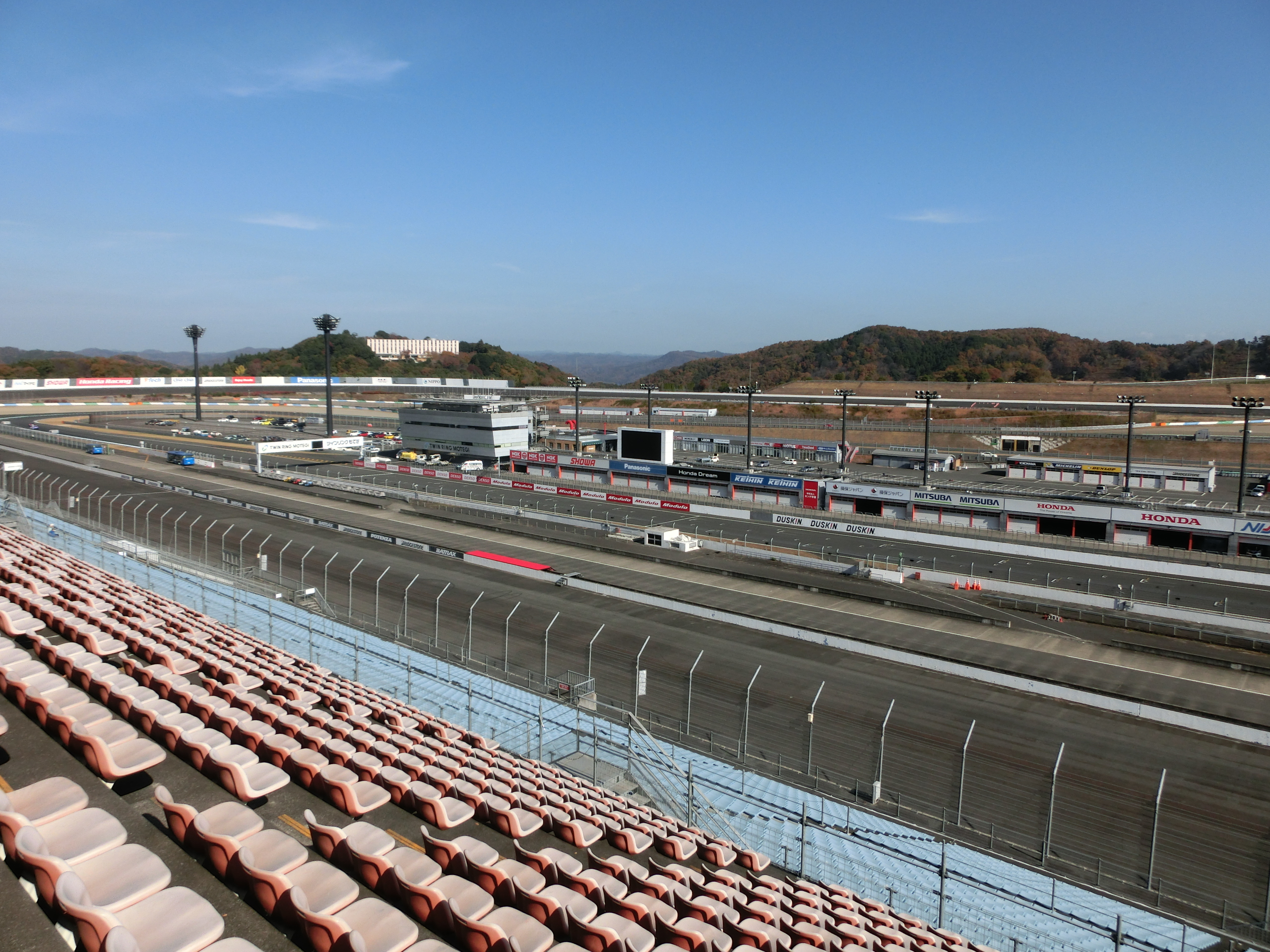
ホームストレート
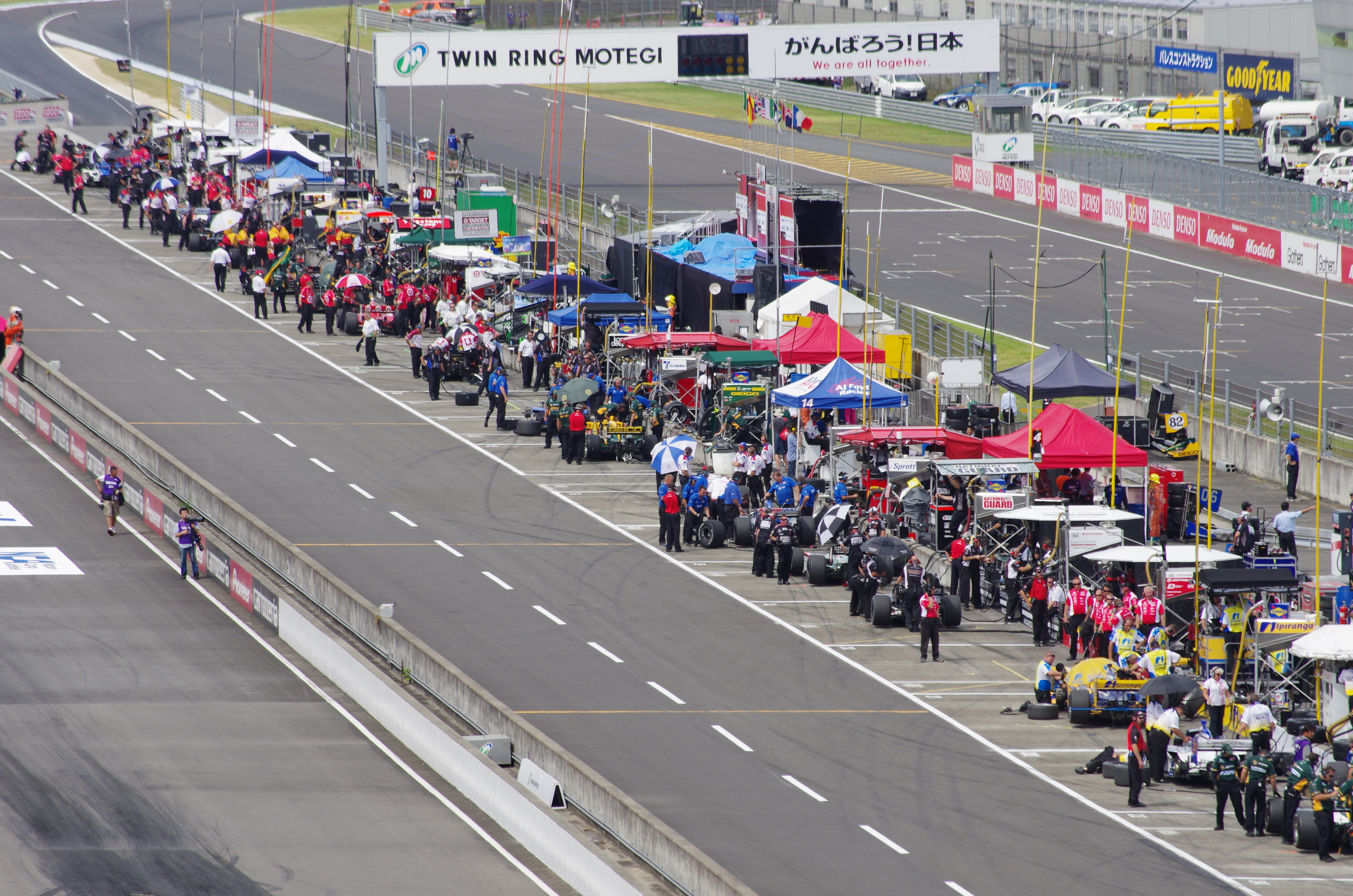
インディカー用ピットレーン（2011年）
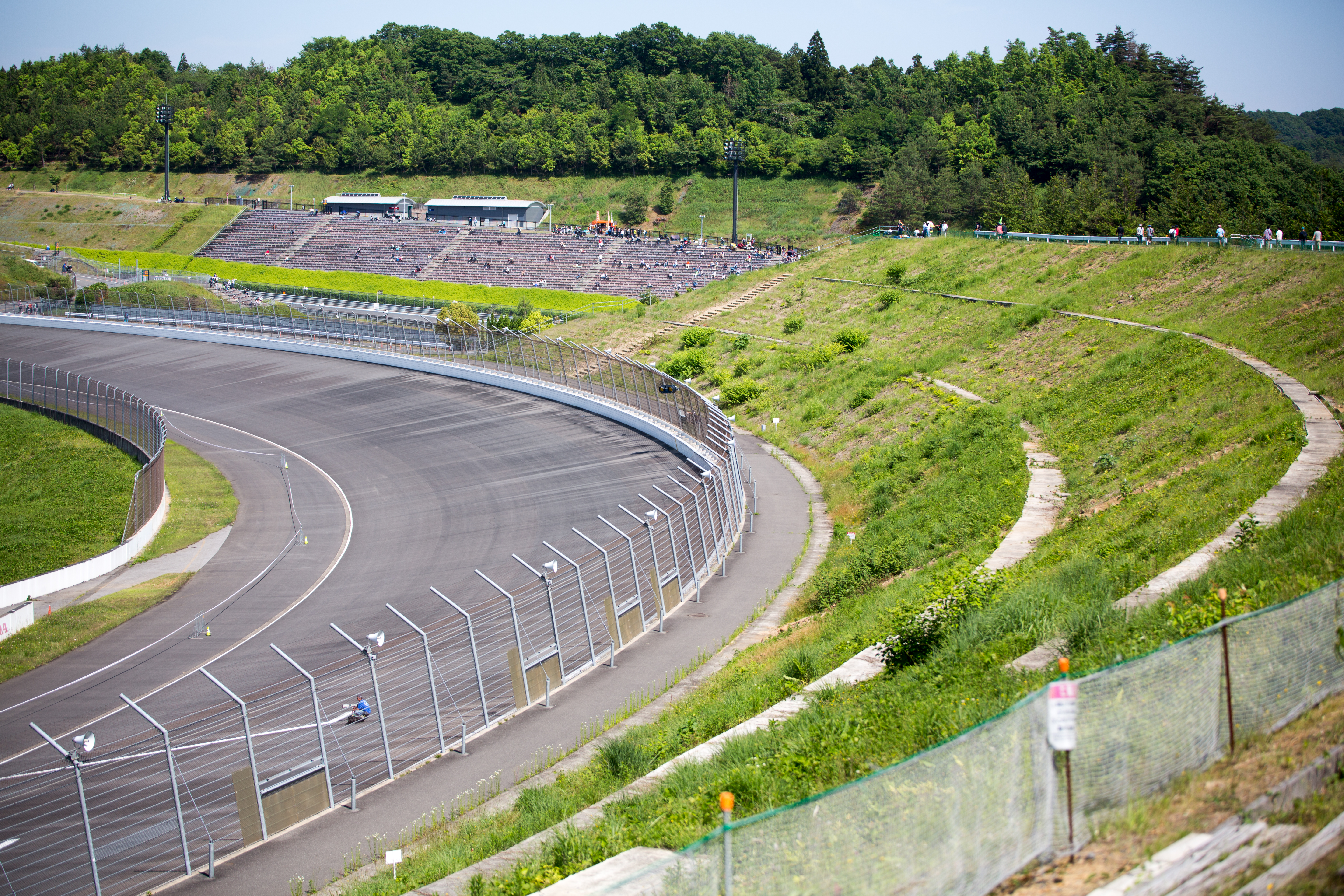
ターン1（2016年）
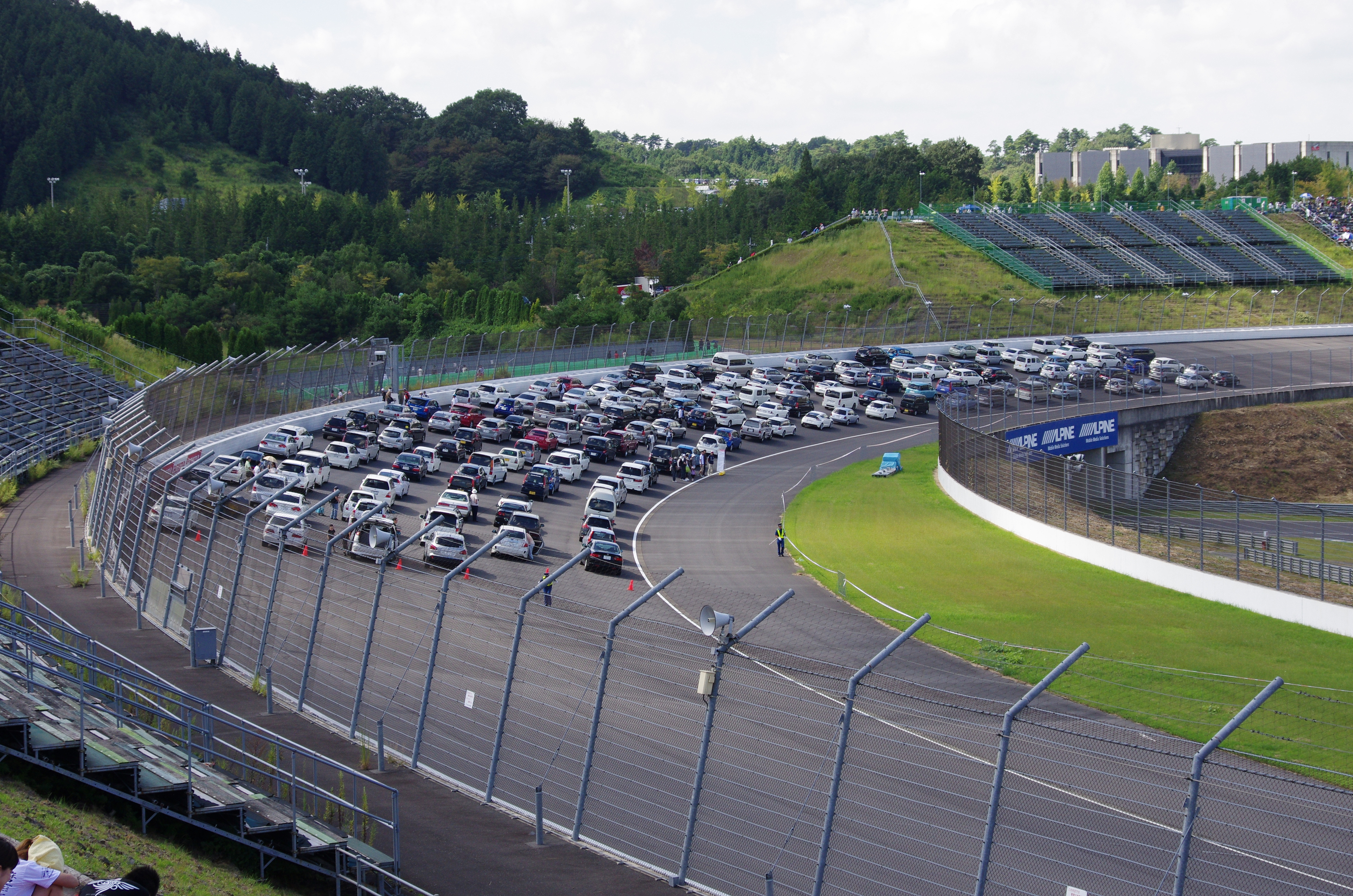
オーバルを臨時の駐車場として使用

### ロードコース

オーバルコースとロードコース

全長4.8 kmのテクニカルサーキット。直線と直線をタイトな中低速コーナーで結んだ「ストップ・アンド・ゴー（stop-and-go）」レイアウトを採用している。
国際格式のサーキットとして、二輪のロードレース世界選手権 (MotoGP) パシフィックGPが2000年に始まり、2004年より鈴鹿に代わって日本GPの開催地として定着している。国内ではスーパーフォーミュラ、SUPER GT、全日本ロードレース選手権など様々なイベントが行われている。自転車レースではコースを逆走する。
コースはオーバルのインフィールド区間からオーバルの外周部に出て、最後にまた内側に戻るレイアウトで、2か所の立体交差（アンダーブリッジ）でオーバルの下を通過する。インフィールド区間は3本の直線および、第1・第2コーナー（45R・45R）、第3・第4コーナー（30R・70R）というふたつの複合ヘアピンからなり、ほぼ平坦である。第5コーナー（30R）を曲がると、最初の立体交差（ファーストアンダーブリッジ）をくぐり、徐々に上り勾配となる。
130RからS字（60R - 70R）とつながる中速セクションを通過し、V字コーナー（30R）で減速。短い直線を経てヘアピンコーナー（30R）で再び減速。ここの脱出速度がコース最長のダウンヒルストレート（760 m）の最高速につながる。高低差30 mを一気に駆け下った先の90°コーナーは、ブレーキング勝負のポイントとなる。2つめの立体交差（セカンドアンダーブリッジ）をくぐり、最終のビクトリーコーナー（30R）を切り返すとホームストレートに戻る。
ショートカット路面を利用することにより東コース、西コースのショートコースとしても利用できる。
西コース（1.49 km）

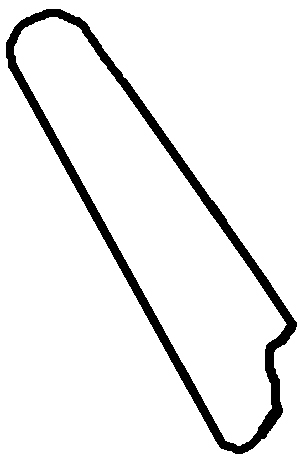
西コースのレイアウト図

ホームストレートから第1・2コーナーを通過したあと、第3コーナー手前からショートカットを通り、ビクトリーコーナーに合流してホームストレートに戻る。
東コース（3.42 km）

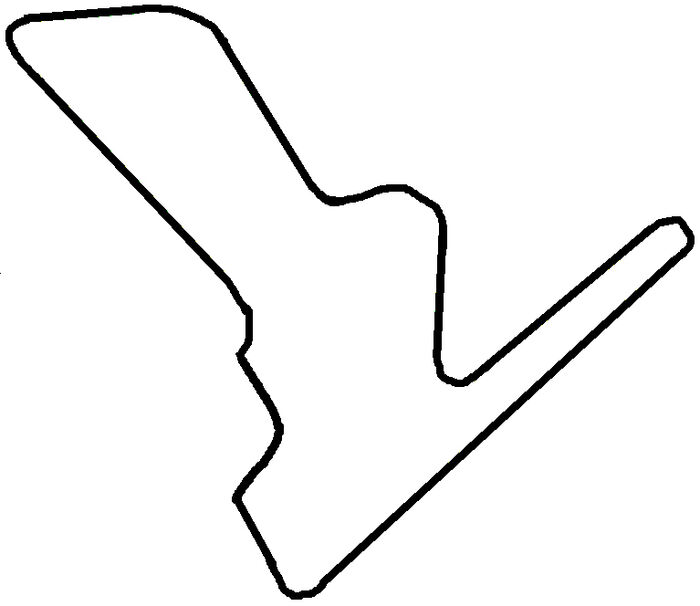
東コースのレイアウト図

ダウンヒルストレートの前半部分に東ピット施設とコントロールラインがある。セカンドアンダーブリッジ通過後、ショートカットを通り、第4コーナー手前に合流する。

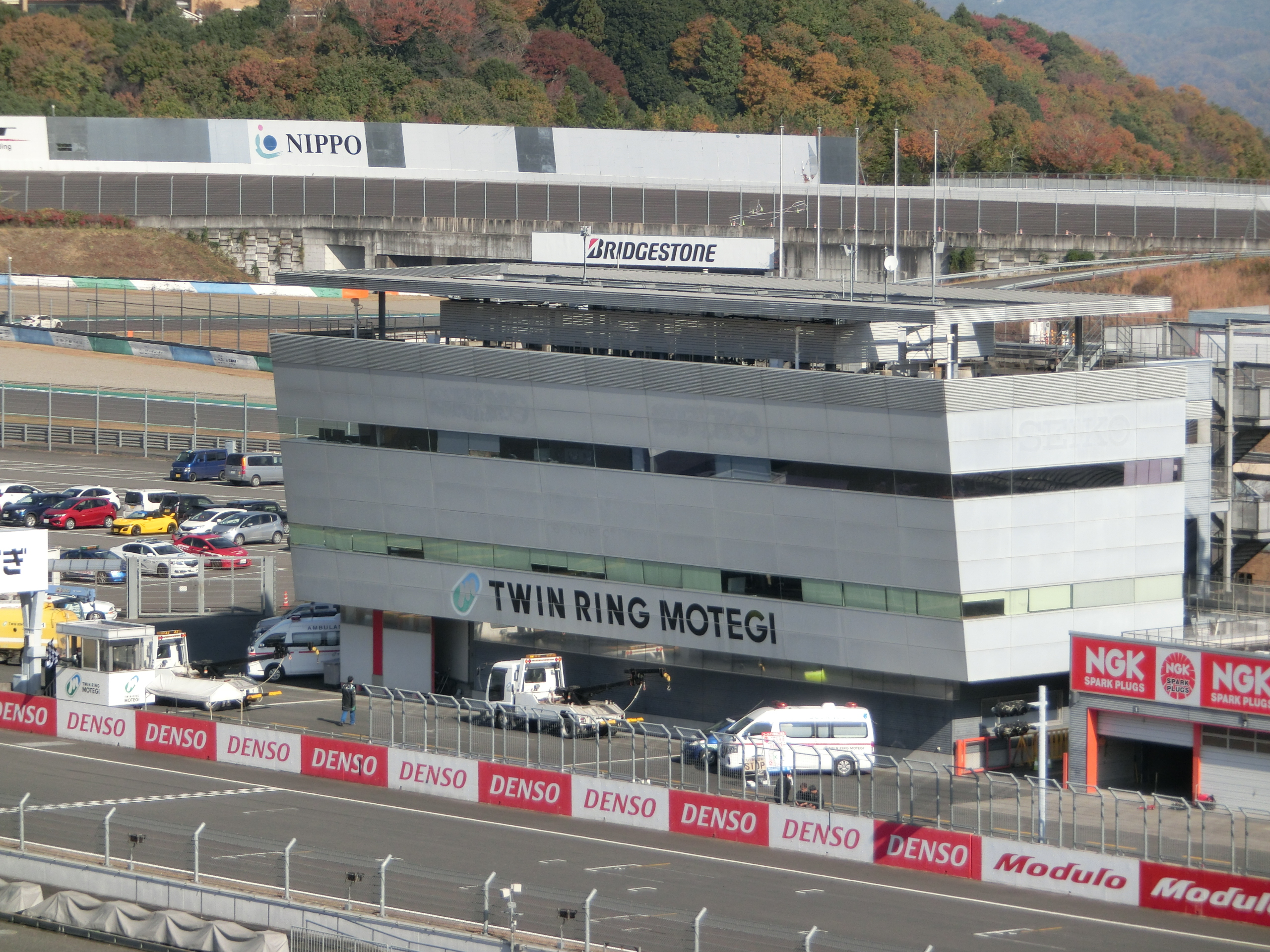
コントロールタワー
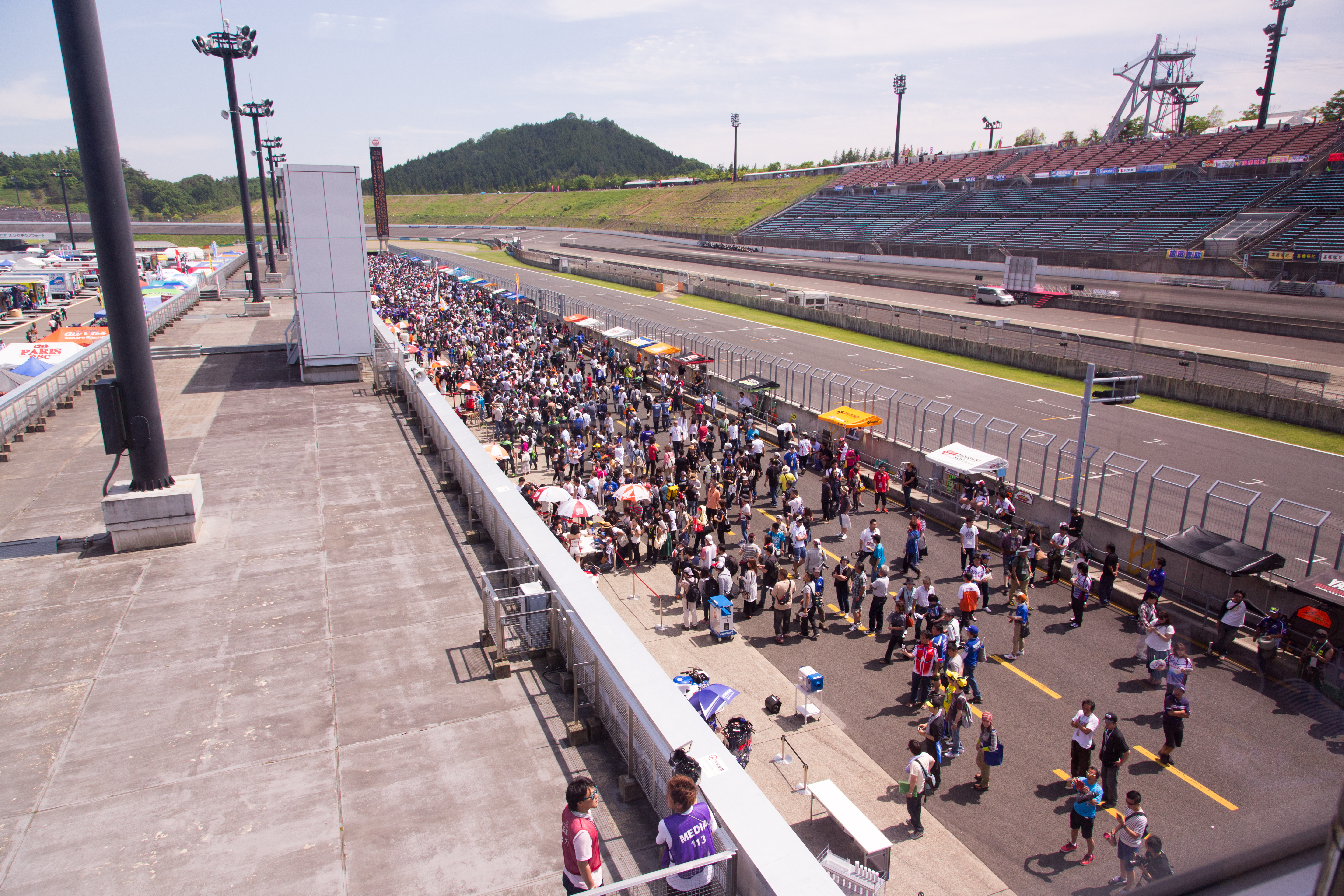
ピットレーン
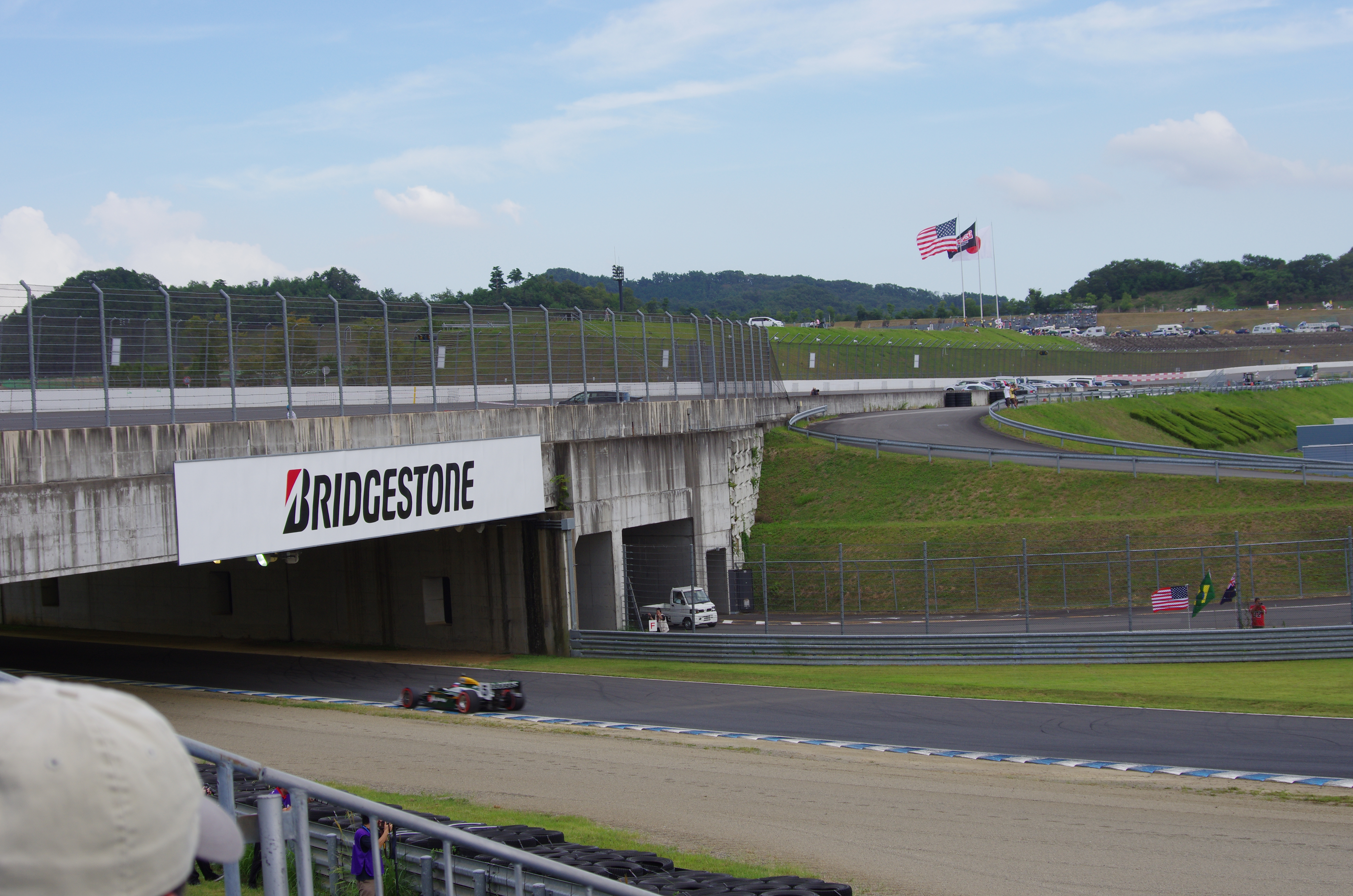
立体交差1
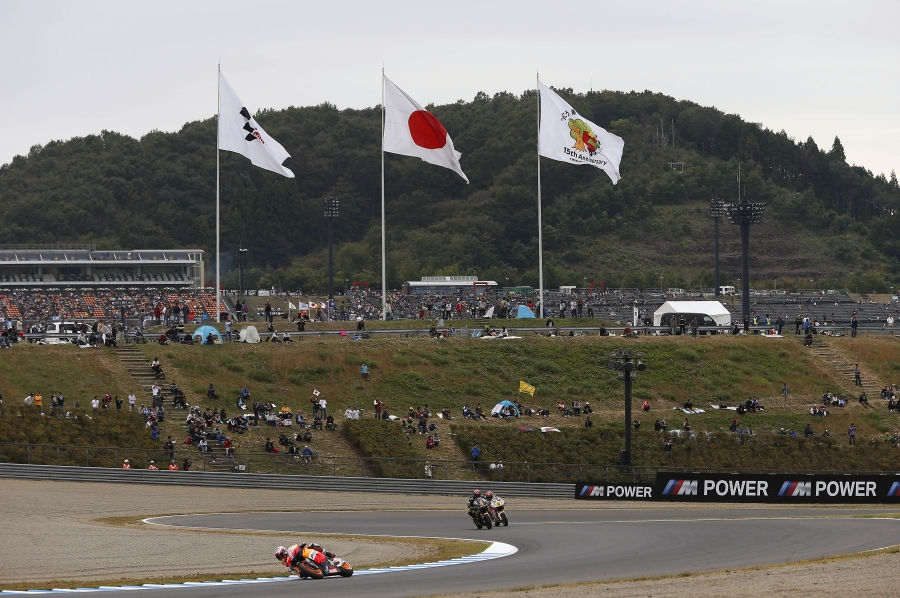
S字コーナー
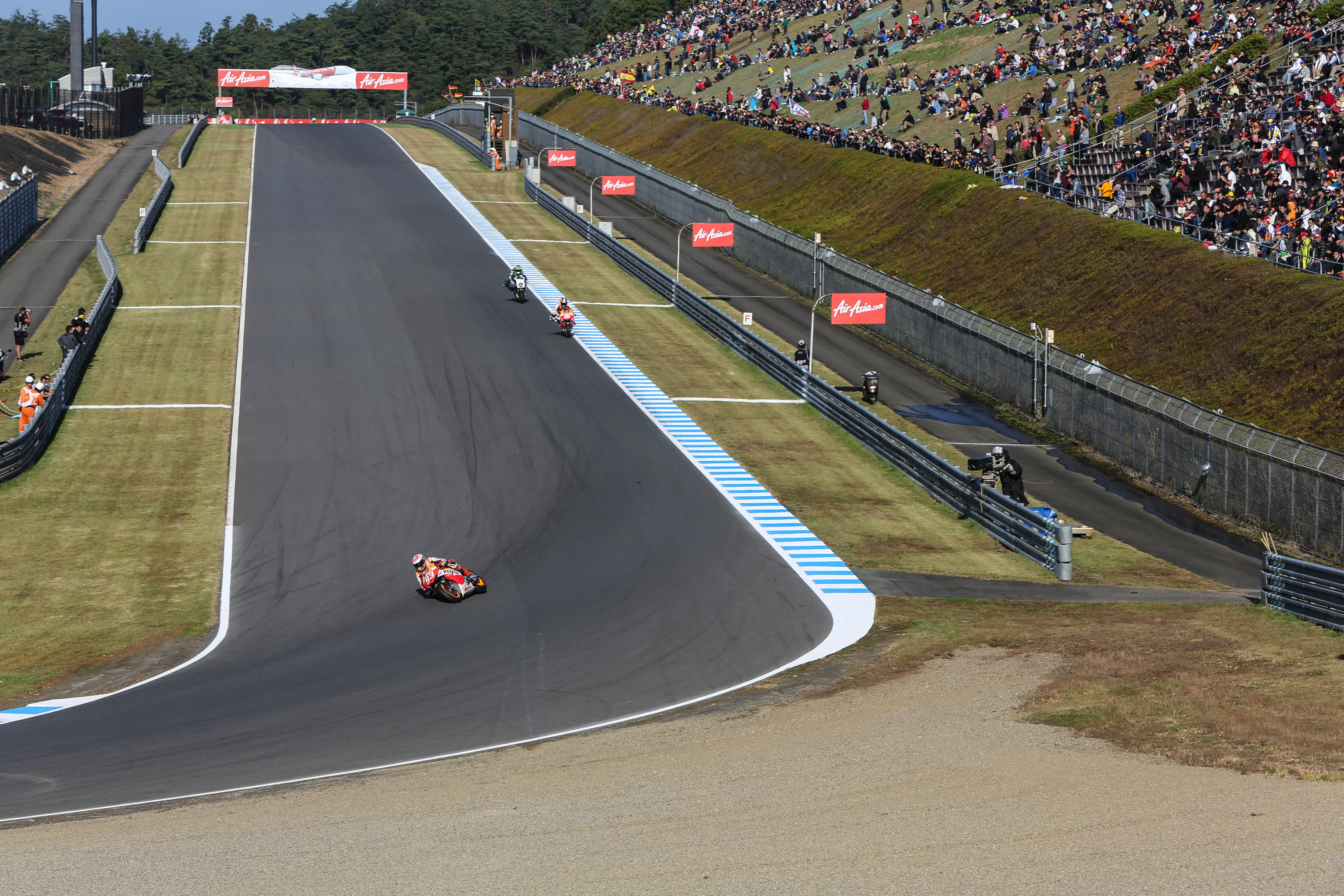
ダウンヒルストレートストレートから90°コーナー
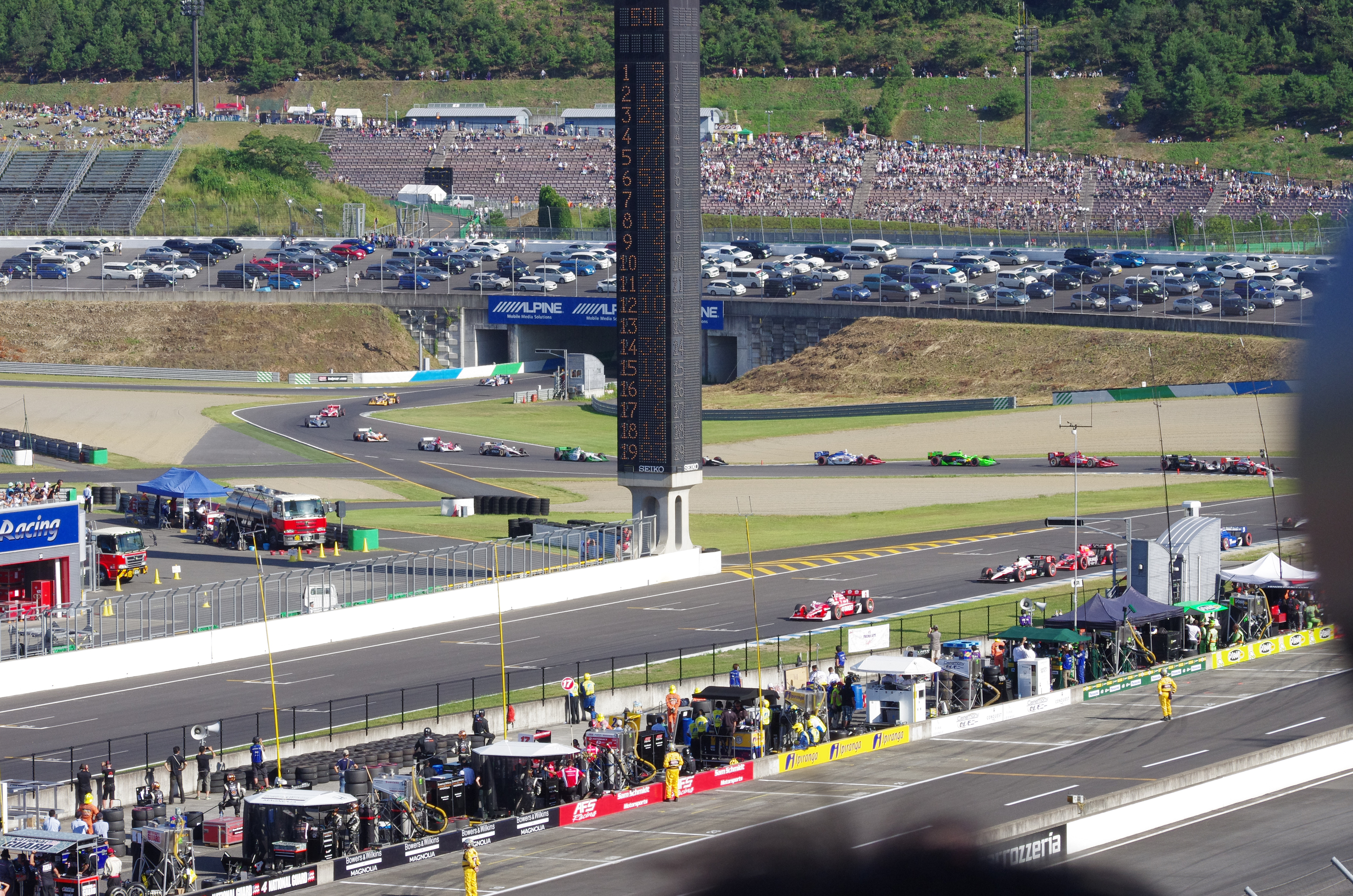
立体交差2からビクトリーコーナー
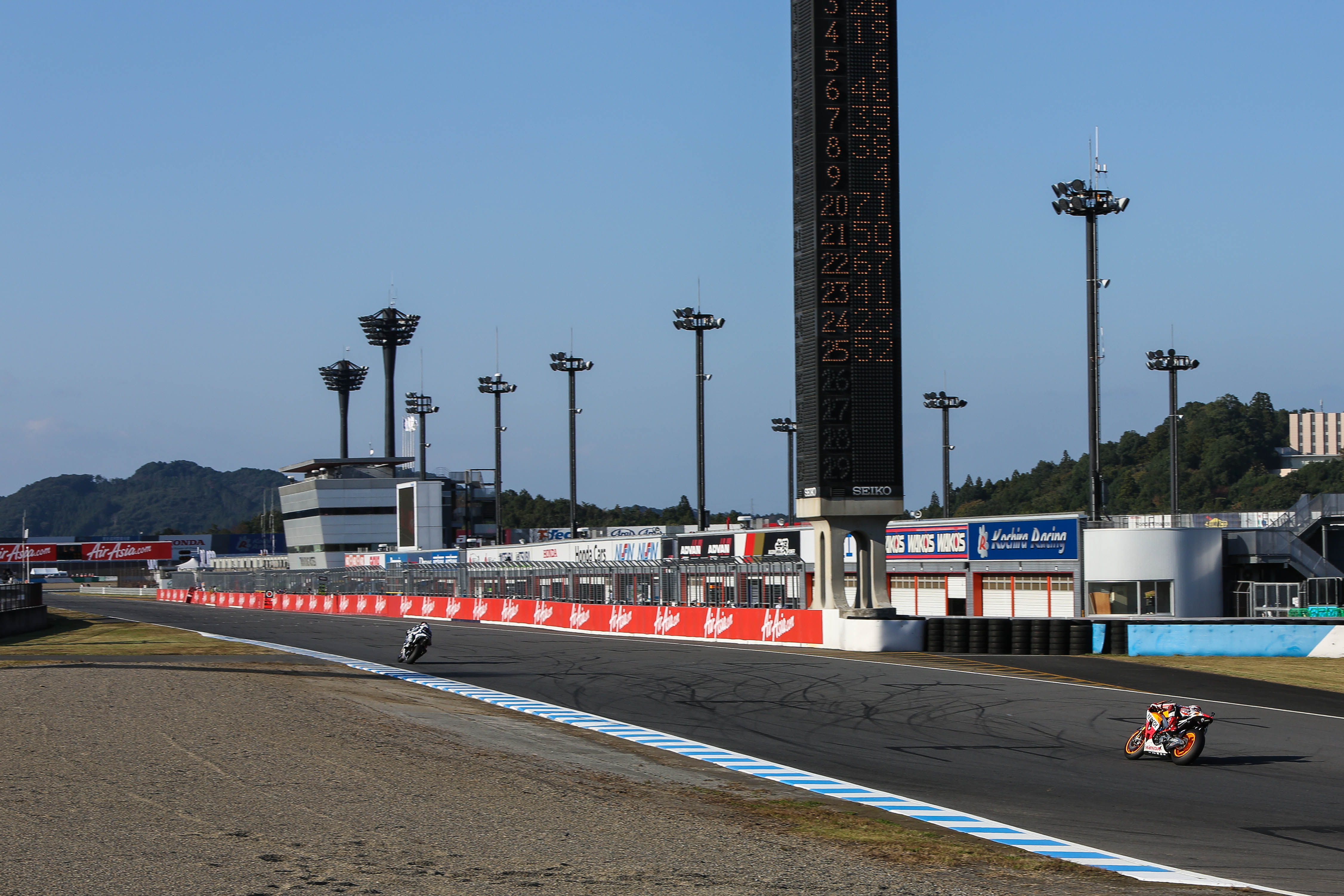
ホームストレート
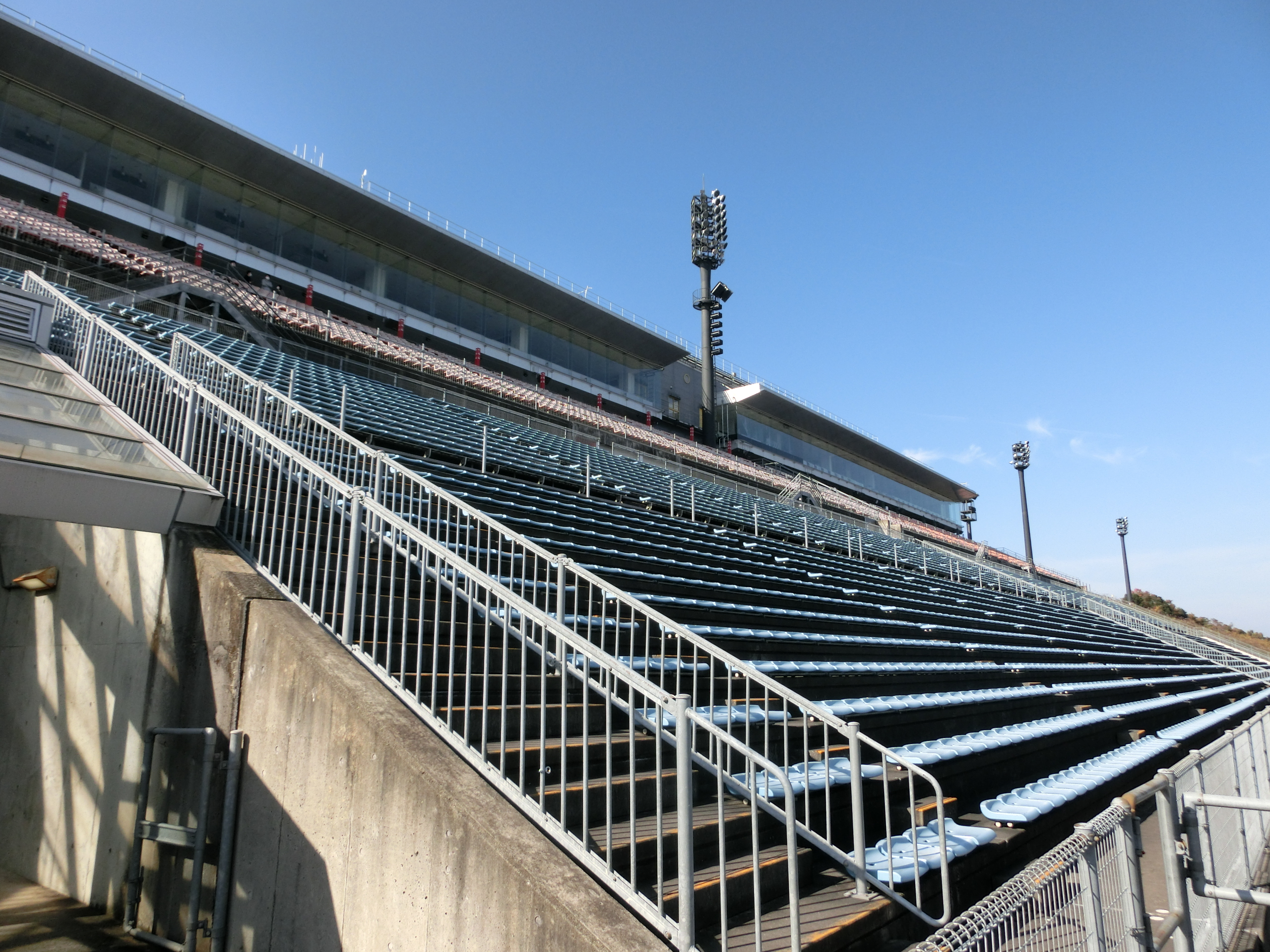
グランドスタンド

### 北ショートコース
全長982 mのショートコース。主にレーシングカートやミニバイクのコースとして使用。

### ダートトラック
2012年5月末で閉鎖された。全長200 m、400 mのダートオーバルコース。ダートトラックレースのコースとして使用されていた。跡地は現在、ビックレース時などに観戦者のキャンプ宿泊場所として解放されている。

### マルチコース
20,000平方メートルの多目的コース。モタードレース、ジムカーナ、ライディングスクール他イベントなどで使用。

### コースレコード
オーバルコースではジル・ド・フェランが1999年にCARTで記録した0'25.463が最速タイムとなっている。ロードコースにおける主要カテゴリのコースレコードは以下の表の通りである。
| カテゴリ             | カテゴリ             | タイム   | ドライバー/ライダー | 車両                       | 樹立年月日     |
| -------------------- | -------------------- | -------- | ------------------- | -------------------------- | -------------- |
| スーパーフォーミュラ | スーパーフォーミュラ | 1'29.757 | 野尻智紀            | ダラーラ・SF19             | 2021年10月16日 |
| SUPER GT             | GT500                | 1'35.194 | 牧野任祐            | ホンダ・NSX-GT             | 2022年11月5日  |
| SUPER GT             | GT300                | 1'44.798 | 木村偉織            | ホンダ・NSX GT3            | 2022年11月5日  |
| MotoGP               | MotoGP               | 1'43.198 | ホルヘ・マルティン  | ドゥカティ・デスモセディチ | 2023年9月30日  |

なおショートコース等を含めた全コース全クラスのコースレコードについては、公式サイトのリザルトページに記載されている。

## パーク
モビリティがテーマの遊園地。

### アトラクション
- 巨大ネットの森 SUMIKA - 日本最大級の屋内ネットアスレチック
- 森感覚アスレチック DOKIDOKI - 木登り型空中アスレチック
- 迷宮森殿 ITADAKI - 5階建ての森の立体迷路
- 空のアスレチックひろばKONOMI - どんぐりの木をテーマにした屋外アスレチック
- 進林探検！UNI-ONE - UNI-ONEに乗って里山をモチーフとしたエリアを走行するアトラクション
- オフロードアドベンチャーDEKOBOKO - ハイパワーマシンを操って障害物コースを走破
- モトレーサー - バイクの限界に挑んで最速タイムにチャレンジ
- 森の教習所 - 交通ルールを学びながらライセンスカードを入手
- モーターサイクルトレーニング - 3歳からチャレンジできるバイク
- モトツーリング - 親子で楽しめるツーリング
- ぶんぶんスクーター - みつばちに乗ってお花畑へ
- ワイルドレーサー - 森のレースに参戦してバトル
- おさんぽでんでん - かたつむりに乗って葉っぱの上を散歩
- チャレンジカート - ワンランク上のスピードを体感できる本格的なカートアトラクション
- レーシングカート - レーサー気分で楽しめる本格的なカートアトラクション

## ハローウッズ
自然と親しむことができる体験施設で、ファミリーキャンプや木工クラフト、 アウトドアクッキングをはじめ、四季を通じて楽しめる自然体験プログラム（予約制のものもあり）が用意されている。東京ドーム9個分の敷地の中に、どんぐり広場、樹冠タワー、水生生物研究所、カフェなどの施設もある。

### アトラクション
- フリーウォーク
- メガジップライン つばさ
- 森のジップライン ムササビ
- 森のファミリーウォークTEKUTEKU
- どんぐりの森 ガイドウォーク
- 森のクラフト

## モビリティリゾートもてぎホテル

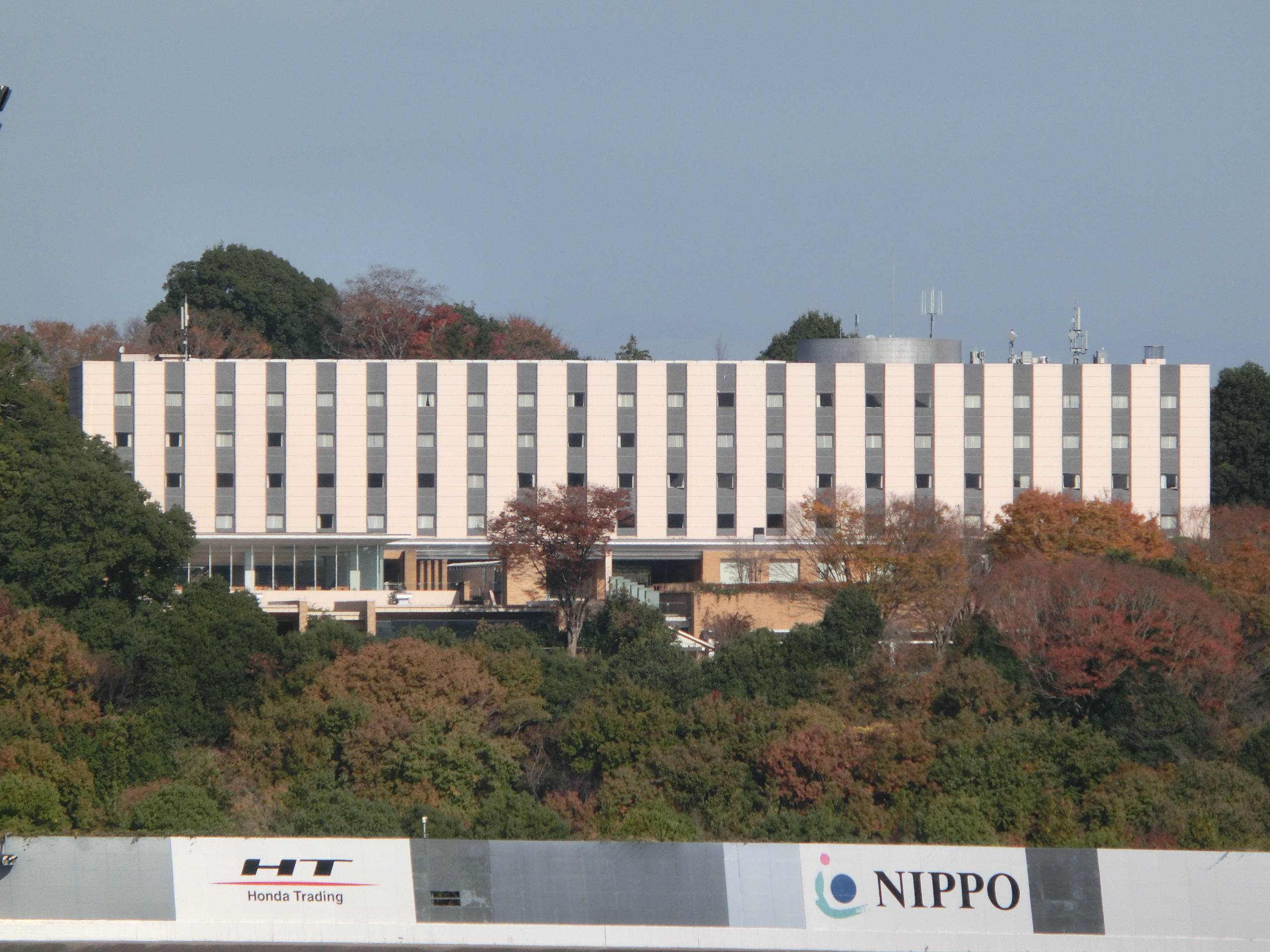
モビリティリゾートもてぎホテル

場内にあるホテル。マルシェラン（レストラン）、のぞみの湯（大浴場）などがある。宿泊予約は専用のインターネット予約ページ、または電話で受け付けている。

## 上記以外の場内施設
ホンダを初めとした国内外、2輪、4輪の市販車、競技車を展示・動態保存する「ホンダコレクションホール」や、安全運転トレーニング施設「交通教育センターもてぎ (TECM)」を備えている。場内では無料巡回バスが運行されている。
また、ゲーム「グランツーリスモ」の世界観を再現した「グランツーリスモ カフェ」（旧パドックカフェJAY）が敷地内で運営されている。グランツーリスモ カフェにはドライビングシミュレーターが設置されているほか、サーキットならではの体験も楽しめる。

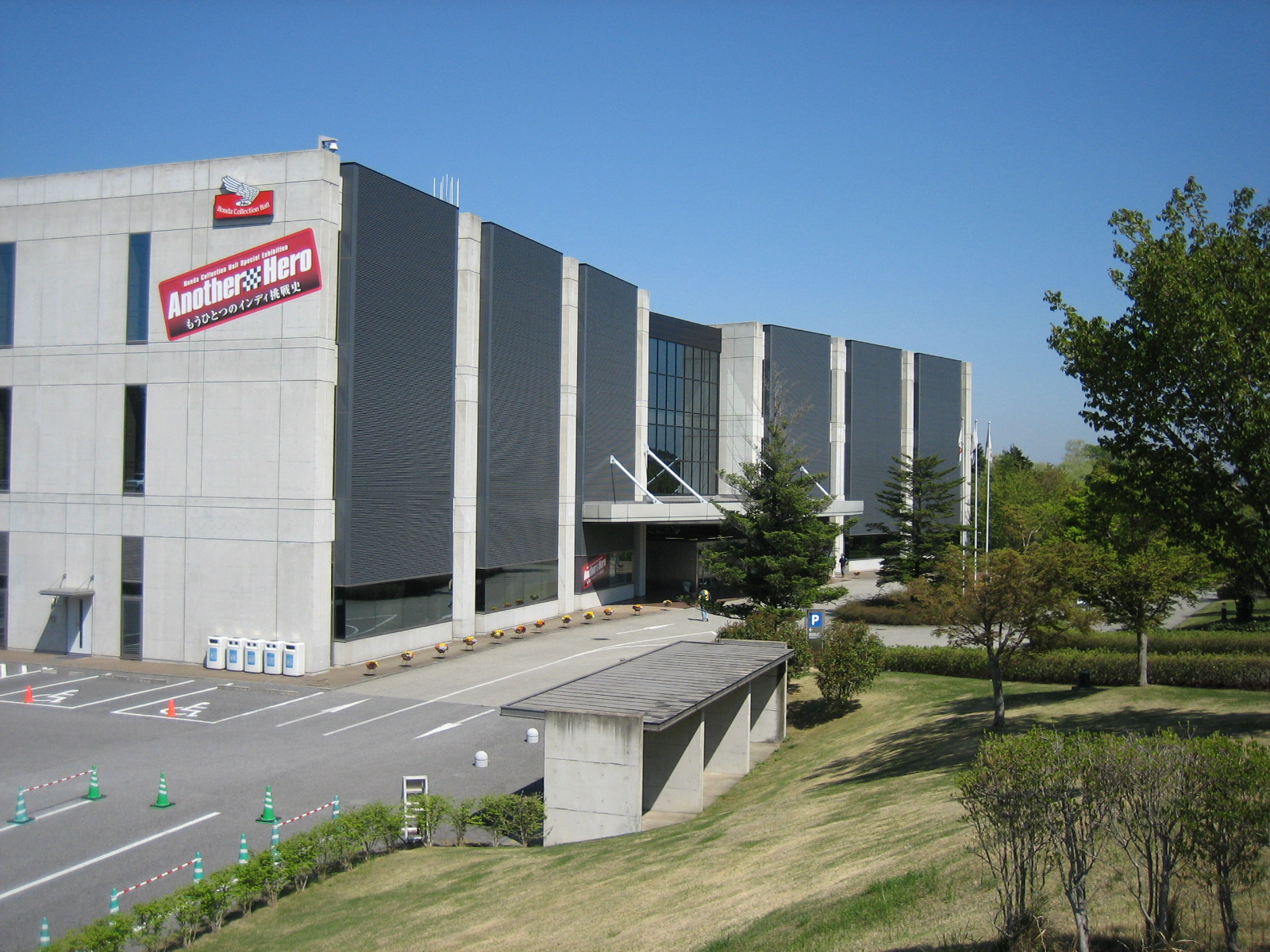
ホンダコレクションホール （2007年4月撮影）
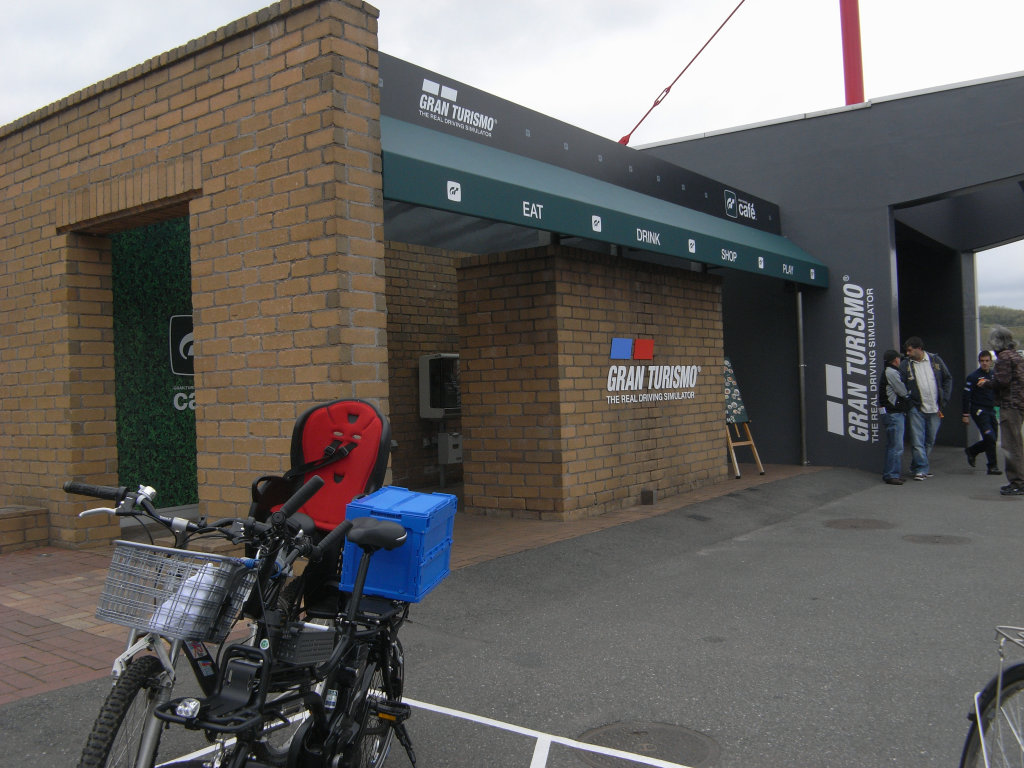
グランツーリスモ カフェ （2009年5月撮影）

## イベント

### 主なモータースポーツイベント
- インディカー・シリーズ

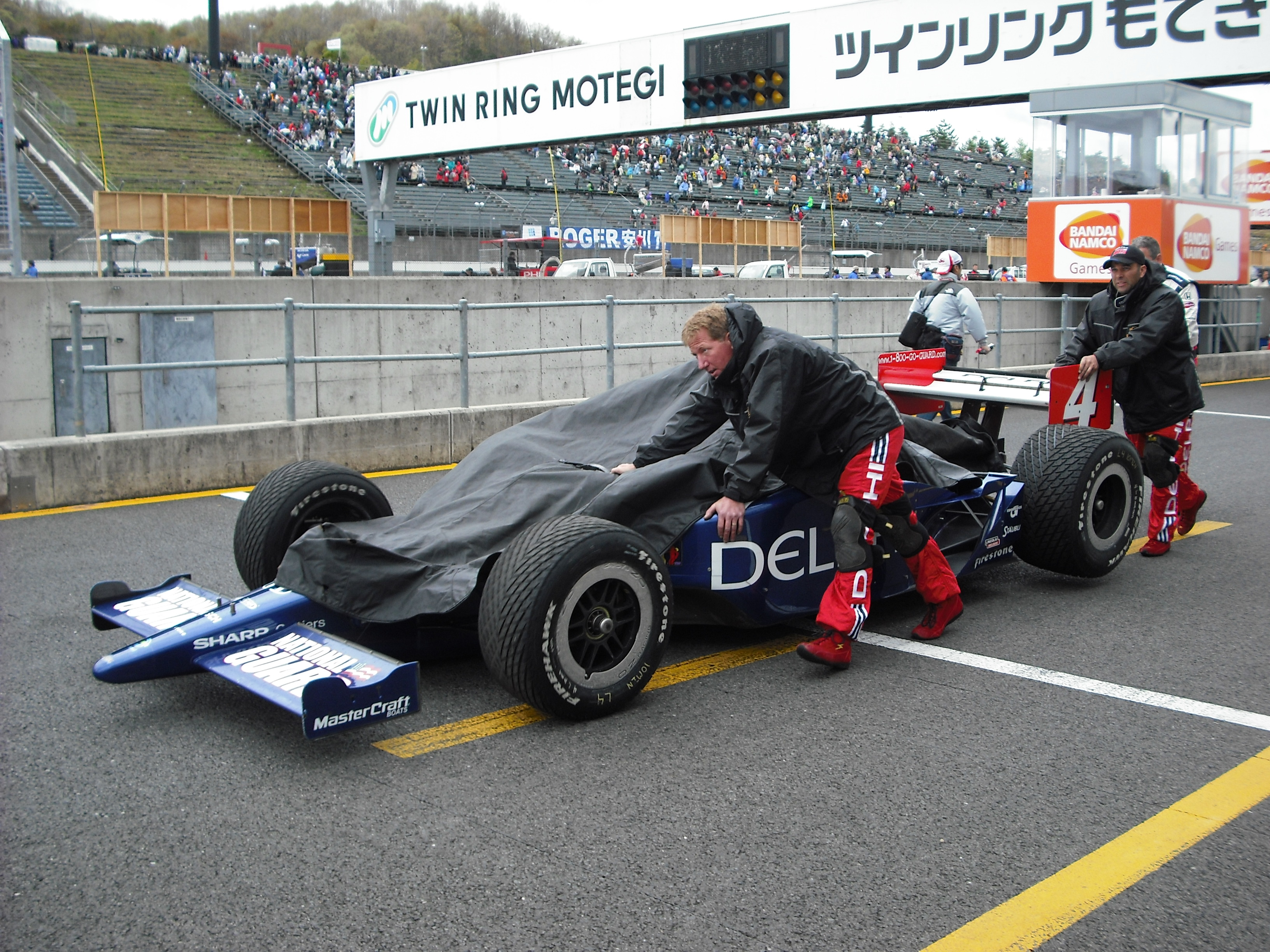
2008年インディジャパン300マイル

  - インディジャパン300 (2003年〜2011年)
- ロードレース世界選手権 （MotoGP）
  - 日本グランプリ （1999年、2004年〜）
  - パシフィックグランプリ （2000年〜2003年）
- トライアル世界選手権
  - 日本グランプリ (トライアル)
- 世界ツーリングカー選手権（WTCC）
- スーパーフォーミュラ（フォーミュラ・ニッポン）
- SUPER GT
- 全日本ロードレース選手権
- 全日本スポーツカー耐久選手権
- 全日本ジムカーナ選手権
- スーパー耐久
- もてぎチャンピオンカップレース
- もてぎロードレース
  - MFJレディースロードレース
- JOY耐（自動車7時間耐久レース）
- もて耐（バイク7時間耐久レース）
- DE耐（ミニバイク7時間耐久レース）
- K-TAI（レーシングカート7時間耐久レース）
- Honda エコ マイレッジ チャレンジ（旧「本田宗一郎杯Hondaエコノパワー燃費競技全国大会」）

### モータースポーツ以外のイベント
- FAI世界選手権 "オートボルテージュ"アエロバティックス日本グランプリ
- 花火の祭典
- Honda Racing THANKS DAY
- 栃木熱気球世界選手権
- ふれあいフェスティバル
- CYCLE MODE ECO CLASSIC

## 交通アクセス・宿泊
- 北関東自動車道真岡IC・常磐自動車道水戸北スマートICから国道123号経由
- JR宇都宮駅・真岡鐵道茂木駅からタクシー（以前はこの経路でJRバス関東水都西線の「モビリティリゾートもてぎ」までの路線が運行されていたが、2023年8月に廃止）
- JR水戸駅から茨城交通バスで「モビリティリゾートもてぎ」下車またはタクシー
- 大規模レース開催時には地元の旅行会社茂木トラベル・はぎわら観光およびジェイアールバス関東が宇都宮駅・茂木駅・芳賀町工業団地管理センター前電停・新宿駅などを発着する予約制のシャトルバス「もてぎGPエクスプレス」を運行している。[21]
- ヘリコプター - 敷地内にヘリポート完備、東京ヘリポートから約40分[22]

宿泊施設としては、上述のホテルツインリンクがあるが、レース開催日は関係者の宿泊が中心となる。茂木町及び近隣の真岡市や益子町にもホテルや民宿はあるが数が少なく、MotoGPやSUPER GTのビッグレース開催時は、栃木県と茨城県の県庁所在地である宇都宮市・水戸市のホテルも、一般客の宿泊者が多くなる。

## 震災の影響
2011年3月11日に発生した東北地方太平洋沖地震（東日本大震災）の影響を受け1か月ほど営業休止となった。4月16日に一部施設を除き営業を再開。しかしロードコースや観戦席が破損した為、コースの再舗装や縁石の入れ替えなどの改修工事を施す必要があり、MotoGP（ロードレース世界選手権）やスーパー耐久などのレースイベント開催日程を延期した。
6月15日に改修工事が完了し、7月2日からの全日本ロードレース選手権にてイベントも含めた震災前と同様の営業再開となるが、同年のインディジャパン300については「オーバルコースの地盤に沈下・隆起が発生しており、コースの安全性や改修費用の問題がある」ことを理由にオーバルでの開催を断念し、ロードコースでの開催に変更された。この際、ロードコースのピットはチームごとに1つ割り当てられるヨーロッパ式で、インディカーでは使用できないため、オーバルのピットをロードコースと連結して使用することになった。インディカー・シリーズの開催は同年までとなり、翌2012年以降はインディカーシリーズのカレンダーから除外され、オーバルコースでの自動車レースは開催不能のままとなっている。
同年8月に行われたトライアル世界選手権の日本グランプリでは、福島第一原子力発電所事故による放射性物質の飛散状況を理由に、アルベルト・カベスタニーなど一部のライダーが来日を拒否し欠場した。また同年10月に行われたMotoGPの日本グランプリでも、バレンティーノ・ロッシやホルヘ・ロレンソなどの有力ライダーが、一時同様の理由でレース参戦をボイコットする意向を表明した。ただし最終的にボイコットの意向は撤回された。

## 周辺施設
- 道の駅もてぎ
- 道の駅はが ロマンの湯